# The Vampire Diaries
The Vampire Diaries är en amerikansk TV-serie som hade premiär på The CW 10 september 2009, och baseras på böckerna The Vampire Diaries av L.J. Smith. Serien hade premiär på svenska TV6 11 februari 2010 under namnet Vampire Diaries. Manusförfattare är Kevin Williamson, Caroline Dries och Julie Plec. Säsong 2 och 3 har vissa blodiga scener som TV6 valde att klippa ned. Dessa avsnitt har även en åldersgräns från 15 år. 2009 tilldelades serien People's Choice Award för "Favourite New TV Drama".

## Handling
Elena Gilbert är en helt vanlig tonårstjej i en liten småstad, och hon bär på en sorg efter att hennes föräldrar dog i en bilolycka. En dag möter hon Stefan Salvatore, som hon genast fattar tycke för. Men det Elena inte vet är att Stefan är en vampyr och har varit det i 145 år. Stefan har en farlig men oemotståndlig bror, Damon, som också är vampyr. Elena dras in i en farlig härva av vampyrer och häxor och måste lära sig att skydda dem hon älskar. Saker börjar att hända Elena, en av de äldsta vampyrerna i historien letar efter henne och hon gör allt hon kan för att skydda sina närmsta vänner och sin familj även om det kostar henne livet.

## Karaktärer

### Elena Gilbert

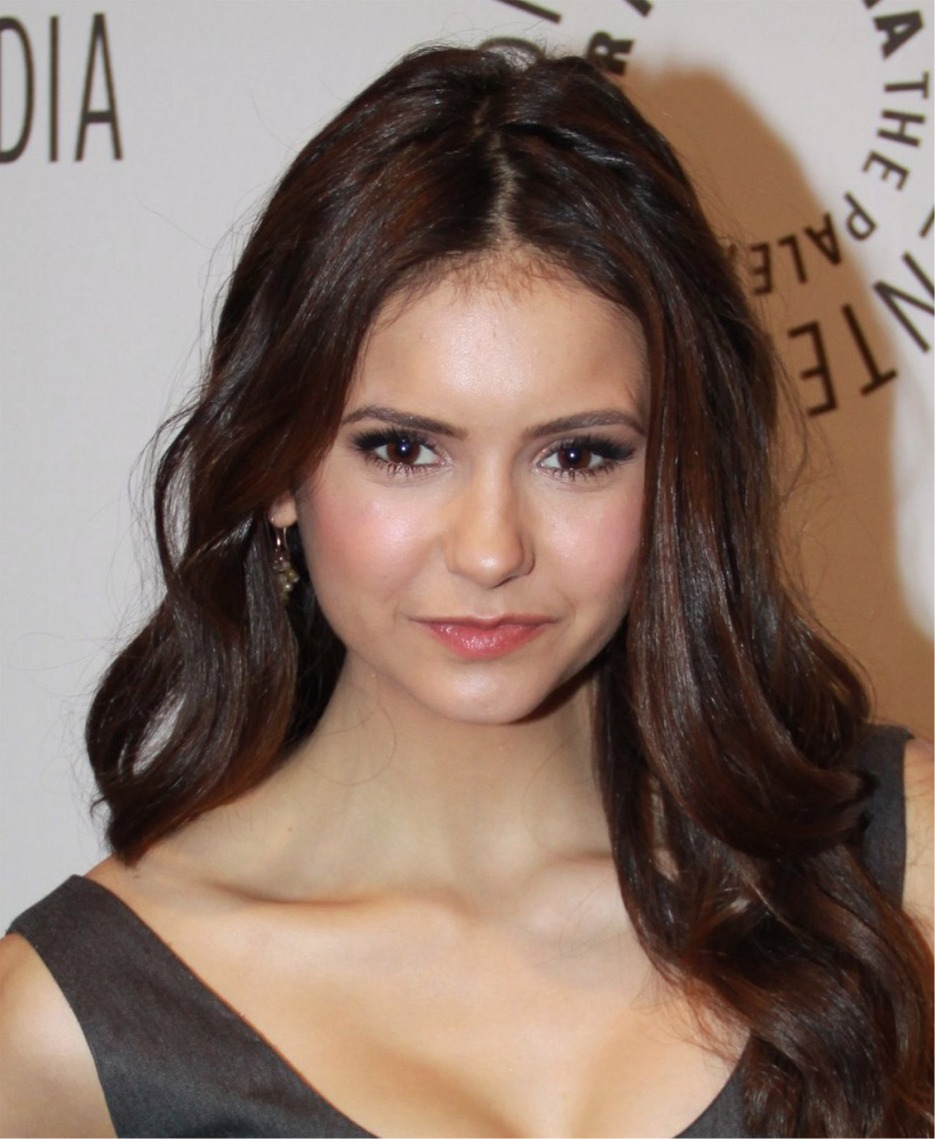
Nina Dobrev spelar Elena Gilbert, Katherine Pierce (Katerina Petrova), Thatia i spin-off serien The Originals och Amara. Den karaktär hon spelar mest är Elena.

Elena, född 22 juni 1992, är den kvinnliga huvudrollen i serien. Serien inleds med att man får reda på att Elenas föräldrar har dött i en bilolycka och att hon kämpar för att gå vidare i sitt liv. Hon känner sig ständigt oroad för hennes lillebror Jeremy Gilbert som börjat ta droger och hamnat i fel sällskap efter föräldrarnas och Elenas olycka. När Stefan kommer till Mystic Falls förändras allt. Elenas kärlek växer snabbt och det känns som om hon äntligen är lycklig. Allting får en drastisk vändning när hon får reda på att Stefan och hans bror Damon är vampyrer. Elena blir senare besatt av Damon och de blir det perfekta paret. 

### Stefan Salvatore

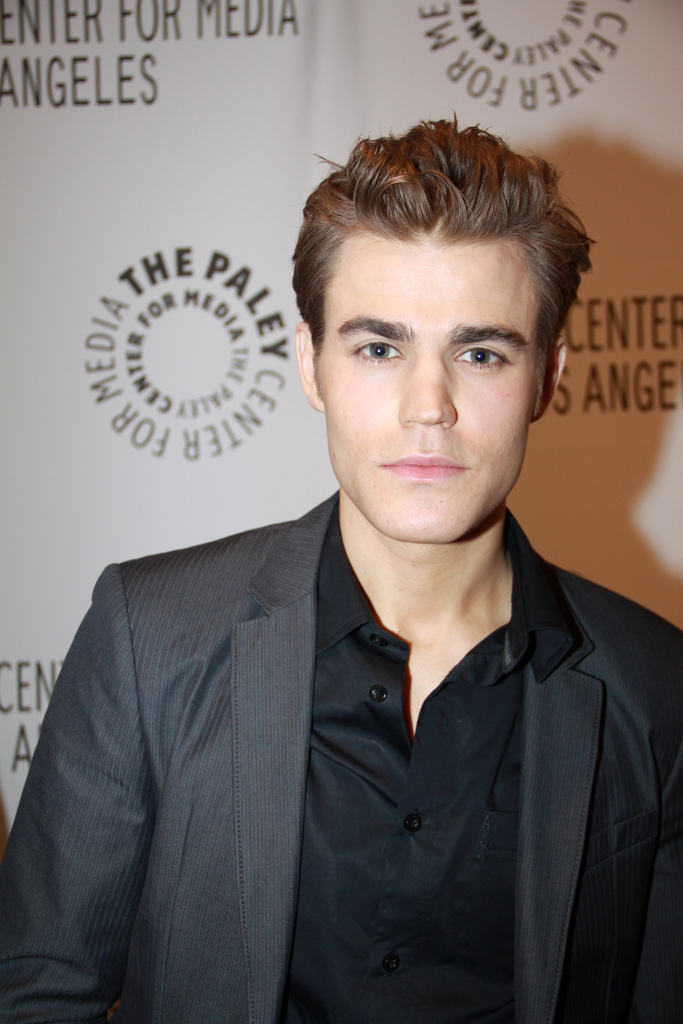
Paul Wesley spelar Stefan Salvatore, Silas och Tom.

Stefan, född 1 november 1847 i Mystic Falls, är den manliga huvudrollen i serien. Stefan är en vampyr och blev det 1864 när Katherine vände både Stefan och Damon till vampyrer för att kunna leva med dem för evigt, Katherine var förälskad i Stefan men eftersom hennes känslor inte blev besvarade på det sättet hon önskade så betvingade hon Stefan att älska henne. Damon behövde hon aldrig betvinga då han var fullständigt galen i henne och gjorde allt hon bad om. Stefan och Damon dog senare i ett försök att frita Katherine då hennes hemlighet om att vara vampyr kom ut. Efter att Stefan dog med vampyrblod i sig vägrade han avsluta övergången för att bli ett monster. Men när han ska besöka sin pappa för att berätta om sitt val råkar han oavsiktligt skada sin pappa så pass allvarligt att han avled och övergången blev avslutad. Stefan skulle för evigt få leva med sitt misstag. Några århundraden senare så träffar Stefan på Elena som ser precis ut som Katherine och han återvänder hem till Mystic Falls för att få lära känna henne till varje pris.

### Damon Salvatore

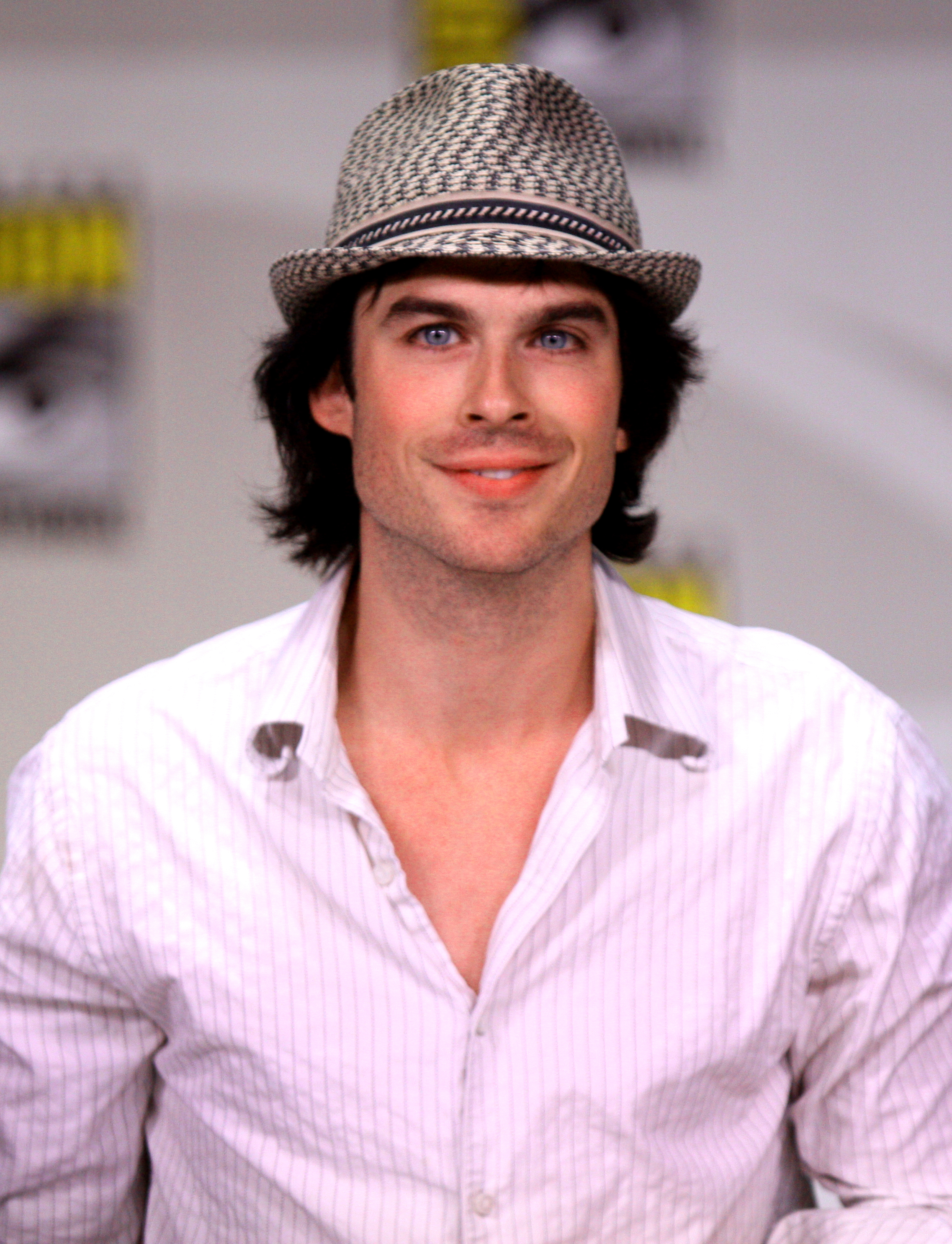
Ian Somerhalder spelar Damon Salvatore.

Damon, född 28 juni 1840 i Mystic Falls, är förutom Stefan den manliga huvudrollen i serien. Damon är vampyr och blev det under samma omständigheter som Stefan 1864. Damon är känd för att vara hänsynslös och opålitlig. Han baserar sina händelser på tillfälliga känslor och ingen får stå i hans väg. Damon är besatt av Katherine och har därför bestämt sig för att göra sin brors liv så olyckligt som möjligt då han skyller hennes död på honom.

### Jeremy Gilbert

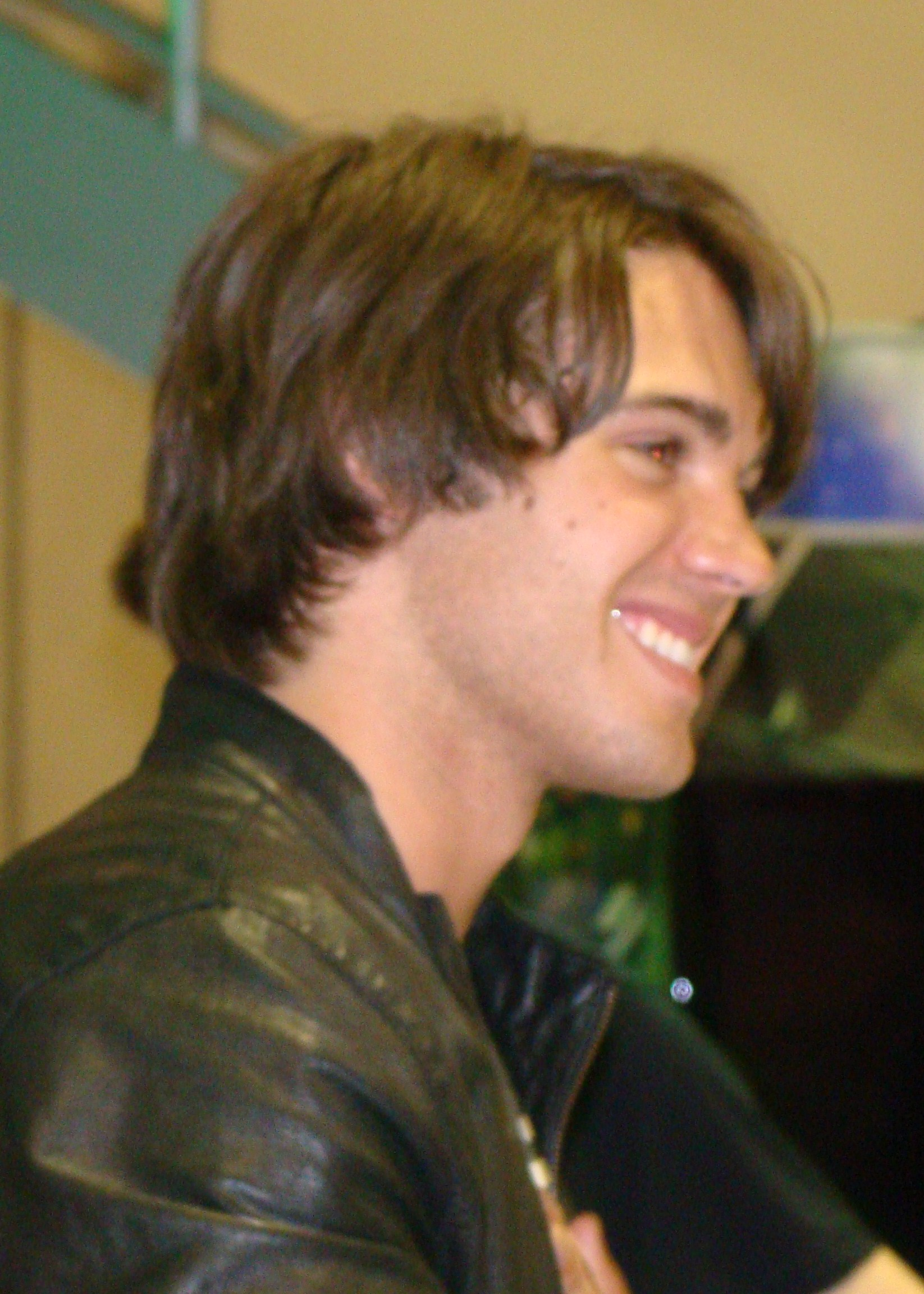
Steven R. Mcqueen spelar Jeremy Gilbert.

Jeremy Gilbert, född 13 oktober 1993, är Elenas lillebror. I första serien ser vi honom mest som den ledsna killen som förlorade sina föräldrar. Han vänder sig till droger och alkohol för att komma bort från den hårda verkligheten men finner lite lycka då han börjar komma närmare Vicki Donovan som är Matt Donovans syster. Dock så blir inte lyckan långvarig då vampyrerna flyttar in i staden och Vicki blir mördad. Senare finner han lyckan på ett annat sätt och går vidare i livet. Blir sedan en vampyr jägare. (inte för att han vill dock)

### Caroline Forbes

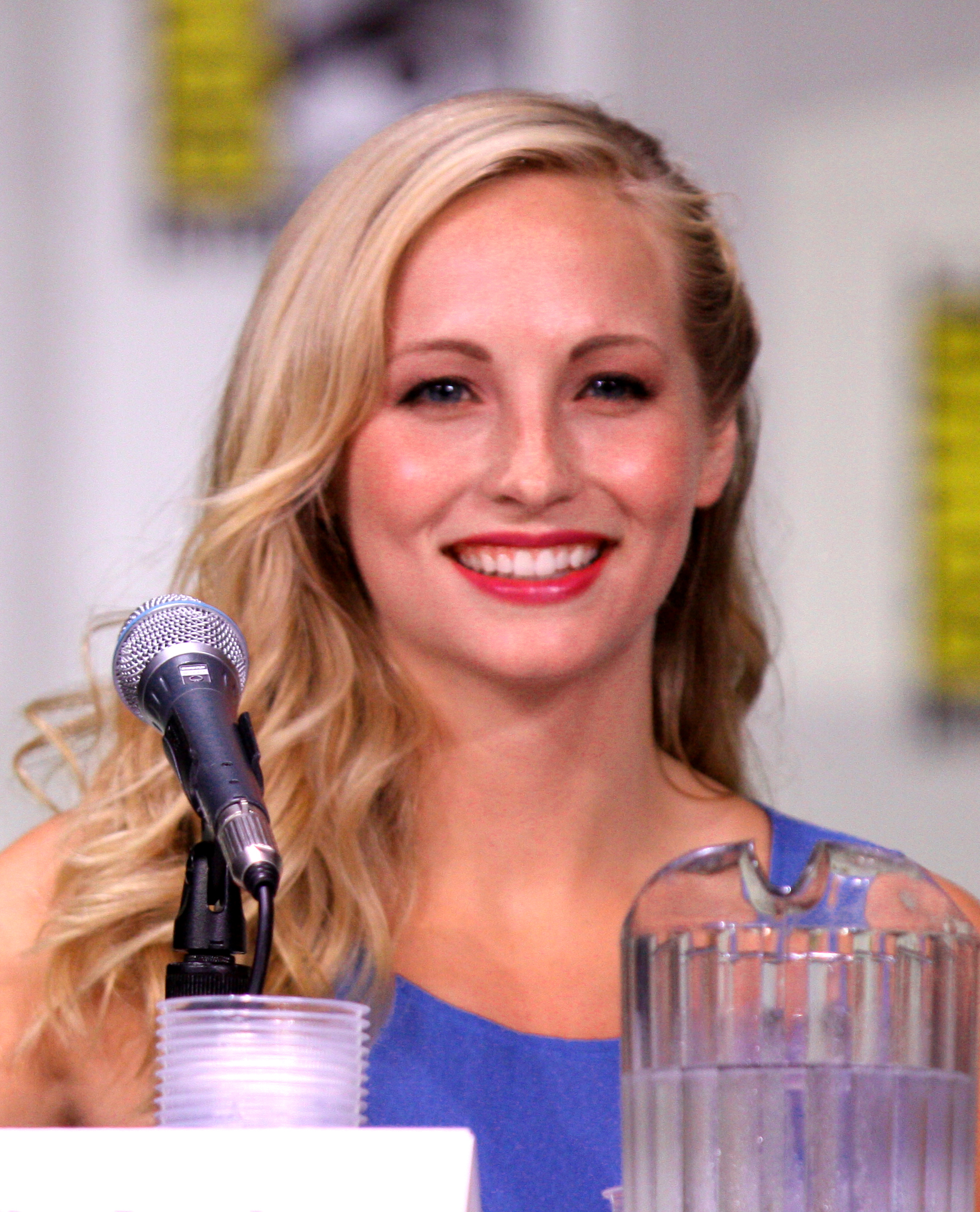
Candice King spelar Caroline Forbes.

Caroline Forbes, född 10 oktober 1992, är vän med Elena Gilbert och Bonnie Bennett. Hon är dotter till sheriffen i Mystic Falls, Elizabeth "Liz" Forbes och hennes pappa lämnade henne och hennes mamma för en man vid namn Stephen. I början av serien beskrivs Caroline som ytlig, självupptagen och avundsjuk på Elena och hon är omtyckt av få. Hon förvandlas senare i säsong ett till vampyr av Katherine, vilket förändrar hennes liv drastiskt. I de senare säsongerna har dock hennes karaktär mognat avsevärt. Snacka om character development

### Bonnie Bennett
Bonnie Bennett, född 15 december 1992, är bästa vän till Elena Gilbert. I början av serien pratar Bonnie om hennes familj och att hennes mormor säger att hennes familj består av en lång linje av häxor. Så klart tror Bonnie först inte på detta utan skyller på att hennes mormor är alkoholist men märker snart mer och mer att detta stämmer. Senare i serien accepterar hon hennes roll och gör vad hon kan för att skydda sina vänner och sin familj med hjälp av sin nyfunna kraft.

## Säsonger

### Säsong 1
Säsong 1 sändes i USA på CWTV från 10 september 2009 till 13 maj 2010. Sloganen för säsongen var "Love Sucks" som står för introduktionen för Elena av bland annat vampyrerna.

### Säsong 2
Säsong 2 sändes i USA på CWTV från 9 september 2010 till 12 maj 2011. Sloganen för säsongen var "The Year of the Kat" som står för en fokusering på Katherine Pierce.

### Säsong 3
Säsong 3 sändes i USA på CWTV från 15 september 2011 till 10 maj 2012. Sloganen för säsongen var "The Year of the Originals" som står för en fokusering på originalvampyrerna.

### Säsong 4
Säsong 4 sändes i USA på CWTV från 11 oktober 2012 till 16 maj 2013. Sloganen för säsongen var "The Year of Transition" som står för den perioden då Elena försöker anpassa sig till att vara en vampyr, efter sin förvandling..

### Säsong 5
Säsong 5 sändes i USA på CWTV från 3 oktober 2013 till 15 maj 2014. Sloganen för säsongen var "The Year of the Doppelganger", fokuseringen ligger på dubbelgångarna i serien, där Elena och Stefan är två av dem.

### Säsong 6
Säsong 6 hade premiär i USA på CWTV i oktober 2014 och sändes till maj 2015.
Säsong 7
I säsong 7 får vi se gänget hantera att Elena är borta... 
Säsong 8
Får vi se Stefan och Damon som människor och en av bröderna dör.

## Rollista i urval
- Nina Dobrev - Elena Gilbert, Katerina Petrova/Katherine Pierce och Amara, Tatia
- Paul Wesley - Stefan Salvatore, Silas och Tom
- Ian Somerhalder - Damon Salvatore
- Steven R. Mcqueen - Jeremy Gilbert
- Katerina Graham - Bonnie Bennett
- Sara Canning - Jenna Sommers
- Candice Accola - Caroline Forbes
- Zach Roerig - Matt Donovan
- Kayla Ewell - Vicki Donovan
- Michael Trevino - Tyler Lockwood
- Matthew Davis - Alaric ”Ric” Saltzman
- Michael Malarkey - Lorenzo "Enzo" St. John
- Joseph Morgan - Niklaus ”Klaus” Mikaelson